# Empuré
Empuré é uma comuna francesa na região administrativa da Nova Aquitânia, no departamento de Charente. Estende-se por uma área de 8,37 km². Em 2010 a comuna tinha 102 habitantes (densidade: 12,2 hab./km²).